# Edward Nelson
Edward Nelson (4. května 1932 – 10. září 2014) byl americký matematik a fyzik. Vyučoval na katedře matematiky na Princetonské univerzitě. Byl známý díky práci v oblasti matematické logiky a matematické fyziky. Ve formální logice byl známý zejména díky své vnitřní teorii množin a kontroverzním názorům na konzistenci aritmetiky. Napsal také knihu o souvislosti náboženství a matematiky.

## Kariéra
Narodil se ve městě Decatur v Georgii. V roce 1955 získal titul na Chicagské univerzitě, kde pracoval pod vedením Irvinga Segala. Byl členem Ústavu pro pokročilá studia v letech 1956 až 1959. V roce 1964 dosáhl na Princetonské univerzitě hodnosti profesora a tuto funkci zastával až do odchodu do důchodu roku 2013.
V roce 2012 se stal členem americké matematické společnosti. 

## Rané práce
Nelsonovy příspěvky se dotýkaly teorie reprezentací nekonečně rozměrných grup, matematického zpracování kvantové teorie pole, využití náhodných procesů v kvantové mechanice a formulace teorie pravděpodobnosti v řeči nestandardní analýzy.
Mnoho let pracoval v oblasti matematické fyziky a teorie pravděpodobnosti a udržel si podíl v těchto oborech i v pozdějších letech, zejména v souvislosti s možným rozšířením stochastické mechaniky na teorii pole.
V roce 1950 formuloval populární variantu problému čtyř barev. Jaké je chromatické číslo, označované {\displaystyle \chi }, letadla? Podrobněji, jaký je nejmenší možný počet barev dostatečný pro obarvení bodů Eukleidovské roviny takovým způsobem, že žádné dva body stejné barvy nejsou stejně vzdáleny? Je znám jednoduchý argument, že 4 ≤ χ ≤ 7. Problém byl představen širokému publiku Martinem Gardnerem v říjnu 1960 ve sloupci matematické hry. Chromatický číselný problém je nyní znám také jako Hadwigerův–Nelsonův problém. Tento byl oblíbeným u Paula Erdőse, který ho často zmiňoval ve svých přednáškách.
V roce 1966 publikoval práci v níž navrhl stochastickou interpretaci kvantové mechaniky.

## Pozdější práce
Později Nelson pracoval v oblasti matematické logiky a základů matematiky. Jedním z jeho cílů bylo rozšířit internální teorii množin přirozeným způsobem tak, aby zahrnovala vnější funkce a soubory a to způsobem, který zajišťuje externí funkci s uvedenými vlastnostmi, pokud neexistují konečné překážky její existence. Další práce se soustředila na fragmenty aritmetiky. Studoval výpočetní složitost, včetně problému P versus NP.
V září 2011 oznámil, že nalezl důkaz, že Peanova aritmetika je nekonzistentní, nicméně krátce na to byla v důkazu nalezena chyba.  An error was found in the proof, and he retracted the claim.
Zemřel v Princetonu v září 2014. 